# Нусраті
Нусраті (*д/н —1684) — індійський придворний поет Біджапурського султанатупоет, що складав вірші мовою дакхіні (південним урду).

## Життя та творчість
Про Нусраті (або Мухаммада Нусрата) відомо небагато. Замолоду вияви хист до поезії. Незабаром опинився при дворі біджапурських султанів. Був придворним поетом за правління Алі Аділ-шаха II та Сікандар Аділ-шаха. Легенда розповідає, що Аурангзеб, підкоривши Біджапур у 1684 році, визнав талант Нусраті й надав йому звання «царя поетів» (каві-шах).
Володів в рівній мірі багатьма поетичними жанрами — маснаві, газелю, касидами. Найвідомішими є 3 його маснаві: "Гульшан-е Ішк («Квітник любові»), «Книга про Алі Аділ-шаха» («Алі-наме»), «Тарікх-е Сікандар» («Історія царювання Сікандара»). У першій маснаві, створеній в дусі перської класики, поет використовує популярний в Південній Індії сюжет про кохання мусульманського принца Манохара до бенгальської дівчині. Дві інші маснаві — оповідки про Алі Аділ-шаха II і Сікандар Аділ-шаха — нагадують віргатхі (героїчні пісні епічного характеру у народів Північної Індії).
Героїчні поеми Нусраті, знайдені зовсім недавно, відтворюють історичні картини життя Декана з його барвистими пейзажами.